# Gymnothorax mordax
Gymnothorax mordax és una espècie de peix de la família dels murènids i de l'ordre dels anguil·liformes.

## Morfologia
Els mascles poden assolir els 152 cm de longitud total.

## Distribució geogràfica
Es troba al Pacífic oriental: des de Point Conception (Califòrnia, Estats Units) fins al sud de la Península de Baixa Califòrnia (Mèxic). També a les Illes Galápagos.